# UK Athletics
La UK Athletics (UKA) è la federazione di atletica leggera del Regno Unito. Venne fondata nel 1999 dopo lo scioglimento della British Athletics Federation per motivi finanziari, e ha sede a Birmingham, nella contea del West Midlands.
La UKA è affiliata alla EAA e alla World Athletics.

## Storia
È l'erede della Amateur Athletic Association fondata nel 1880.
Comprende le federazioni delle quatro nazioni britanniche: la Federazione di atletica leggera della Scozia, la Federazione di atletica leggera del Galles, l'Irlanda del Nord ed English Athletics.

## Consiglio federale
- Presidente:
  -  Lynn Davies
- Rappresentanti regionali:
  - Inghilterra:  John Graves
  - Scozia:  Frank Dick
  - Galles:  Lynette Harries
  - Irlanda del Nord:  Roy Corry